# تل قصر بهرام
تل قصر بهرام در شهرستان خرم‌بید، دهبید داخل شهر واقع شده و این اثر در تاریخ ۲۵ اسفند ۱۳۷۹ با شمارهٔ ثبت ۳۲۷۵ به‌عنوان یکی از آثار ملی ایران  به همت جابر حیدری فردبه ثبت رسیده است.